# Herreros de Suso (kommunhuvudort)
Herreros de Suso är en kommunhuvudort i Spanien.   Den ligger i provinsen Provincia de Ávila och regionen Kastilien och Leon, i den centrala delen av landet, 120 km väster om huvudstaden Madrid. Herreros de Suso ligger 1 011 meter över havet och antalet invånare är 191.
Terrängen runt Herreros de Suso är platt norrut, men söderut är den kuperad. Terrängen runt Herreros de Suso sluttar norrut. Runt Herreros de Suso är det mycket glesbefolkat, med 5 invånare per kvadratkilometer. Närmaste större samhälle är Peñaranda de Bracamonte, 17,3 km nordväst om Herreros de Suso. Trakten runt Herreros de Suso består till största delen av jordbruksmark.